# Odra-Pisuerga
Odra-Pisuerga  è una  comarca della Spagna della provincia di Burgos nella comunità autonoma di Castiglia e León.
Si trova  nella parte centro-occidentale della provincia, tra il fiume Pisuerga, affluente del Duero, e il fiume Odra affluente del Pisuerga.

## Comuni
La comarca si compone di 43 comuni:
- Arenillas de Riopisuerga
- Barrio de Muñó
- Belbimbre
- Castellanos de Castro
- Castrillo de Riopisuerga
- Castrillo Matajudíos
- Castrojeriz
- Grijalba
- Hontanas
- Iglesias
- Isar
- Itero del Castillo
- Las Hormazas
- Los Balbases
- Manciles
- Melgar de Fernamental
- Padilla de Abajo
- Padilla de Arriba
- Palacios de Riopisuerga
- Palazuelos de Muñó
- Pampliega
- Pedrosa del Páramo
- Pedrosa del Príncipe
- Revilla Vallejera
- Rezmondo
- Sasamón
- Sordillos
- Sotresgudo
- Susinos del Páramo
- Tamarón
- Tobar
- Vallejera
- Valles de Palenzuela
- Villadiego
- Villaldemiro
- Villamayor de Treviño
- Villamedianilla
- Villaquirán de la Puebla
- Villaquirán de los Infantes
- Villasandino
- Villazopeque
- Villegas
- Zarzosa de Río Pisuerga

## Turismo
Monumenti di interesse storico si trovano a:
- Sasamón - castello di Olmillos
- Castrojeriz- compreso nel Cammino di Santiago di Compostela
- Palacios de Benaver (nel comune di Isar) -  importante monastero